# California League
California League (CL), ofta kallad Cal League, är en professionell basebolliga. Den är en farmarliga till Major League Baseball (MLB), på den fjärde och näst lägsta nivån (Single-A) inom Minor League Baseball (MiLB).
Ligan består av åtta klubbar, vilka ligger i Kalifornien. Tidigare har ligan under flera år haft klubbar i Nevada.
Den mest framgångsrika klubben genom tiderna är Stockton Ports med elva ligatitlar.

## Historia
California League grundades 1941 på initiativ av klubbar i MLB och i farmarligan Pacific Coast League, och samma år spelades den första säsongen. Då bestod ligan av åtta klubbar, vilka var från Anaheim, Bakersfield, Fresno, Merced, Riverside, San Bernardino, Santa Barbara och Stockton. Bara sex av klubbarna fullföljde dock säsongen. Redan första säsongen arrangerade ligan en all star-match. Under ligans andra säsong sjönk antalet klubbar till fyra och i slutet av juni det året lades ligan ned på grund av effekterna av andra världskriget. Under den här perioden var ligan klassad på nivå C.
Efter andra världskrigets slut startade California League om 1946 med sex klubbar, fortfarande på nivå C, och året efter tillkom två klubbar. Publiksiffrorna steg kraftigt vid den här tiden, i likhet med hur det såg ut i många andra ligor, och nådde 789 940 åskådare totalt 1949. Framgången blev dock kortvarig, mycket på grund av televisionens intåg, där människor i hela USA plötsligt kunde sitta hemma och se de stora stjärnorna i MLB spela. Även det faktum att luftkonditionering blev allt vanligare gjorde att färre valde att sitta och se farmarklubbsbaseboll i den kaliforniska hettan.
Under 1955 års säsong etablerades för första gången en klubb utanför Kalifornien när en av ligans klubbar flyttades till Reno i Nevada. Antalet klubbar minskade från åtta till sex 1959, men återgick till åtta efter tre säsonger. Ligan var fortsatt klassad på nivå C fram till 1963, då MiLB omorganiserades och ligan uppgraderades till nivå A, den tredje högsta nivån. 1965 var ligan nere på sex klubbar igen och den säsongen sattes ett nytt bottenrekord för ligan när bara 128 836 åskådare, eller i genomsnitt 333 per match, infann sig på arenorna. Därefter steg intresset igen, vilket fortsatte under 1970-talet och 1979 hade ligan tio klubbar för första gången. Även under 1980-talet var det en positiv trend publikmässigt och klubbarnas finanser förbättrades också. Det var också då som ligan etablerade sig i lukrativa södra Kalifornien söder om Tehachapibergen för första gången sedan 1941.
När den nya tredje högsta nivån inom MiLB, A-Advanced, infördes 1990 var California League en av ligorna som fick denna klassifikation, och där blev den kvar till och med 2019. Under 1990-talet togs fem nya arenor i bruk i södra delen av delstaten, och High Desert Mavericks blev 1991 den första klubben i ligans historia att ha över 200 000 åskådare totalt. Bara fyra år senare mer än fördubblades den siffran när Rancho Cucamonga Quakes lockade 446 146 åskådare till sina hemmamatcher, och ett nytt publikrekord för hela ligan sattes ytterligare två år senare när totalt 2 061 889 åskådare bevistade matcher i ligan, ett genomsnitt på 2 988 per match. Det var sjunde gången på åtta säsonger som ligan satte nytt publikrekord. Under 1998 års säsong sattes även ett nytt ligarekord när en enskild match drog 12 876 åskådare.
Med början 1996 spelades en gemensam all star-match med Carolina League, en annan liga på samma nivå som California League. Med undantag för 1998 fortsatte denna tradition till och med 2016. I samband med den sista matchen hölls en homerun-tävling ombord på hangarfartyget USS Midway i San Diego. 2005 öppnades den första nya arenan i ligan i norra Kalifornien på över 50 år. Antalet klubbar i ligan minskade från tio till åtta 2017.
Hela 2020 års säsong av MiLB, inklusive California League, ställdes in på grund av covid-19-pandemin. I februari 2021 genomförde MLB en stor omorganisation av MiLB som bland annat innebar att de gamla liganamnen ersattes av nya. För California Leagues del innebar omorganisationen att ligan flyttades ned en nivå till den nya nivån Low-A och fick namnet Low-A West. Av de åtta klubbar som fanns i ligan före omorganisationen fick sju vara kvar och dessutom tillkom en från Pacific Coast League (Triple-A). En klubb fick inte plats i någon liga utan lades ned. Efter att ha haft namnet Low-A West 2021 återfick ligan namnet California League 2022 efter det att MLB förvärvat rättigheterna till de gamla liganamnen. Namnet på nivån ändrades samtidigt från Low-A till Single-A.

## Klubbar
California League består av åtta klubbar, som är indelade i två divisioner:
| Klubb                                 | Stad                 | Moderklubb           |
| North Division                        | North Division       | North Division       |
| ------------------------------------- | -------------------- | -------------------- |
| Fresno Grizzlies                      | Fresno, CA           | Colorado Rockies     |
| Modesto Nuts                          | Modesto, CA          | Seattle Mariners     |
| San Jose Giants                       | San Jose, CA         | San Francisco Giants |
| Stockton Ports                        | Stockton, CA         | Oakland Athletics    |
| South Division                        |                      |                      |
| Inland Empire 66ers of San Bernardino | San Bernardino, CA   | Los Angeles Angels   |
| Lake Elsinore Storm                   | Lake Elsinore, CA    | San Diego Padres     |
| Rancho Cucamonga Quakes               | Rancho Cucamonga, CA | Los Angeles Dodgers  |
| Visalia Rawhide                       | Visalia, CA          | Arizona Diamondbacks |

## Spelformat
Grundserien består av 132 matcher och varar från början av april till mitten av september. Matchserierna består oftast av sex matcher som spelas tisdagar till söndagar med speluppehåll på måndagar. Klubbarna spelar oftare mot klubbarna i samma division än mot klubbarna i den andra divisionen.
Grundserien är indelad i två halvor och till slutspel går vinnarna i båda divisionerna i båda halvorna, alltså totalt fyra klubbar. Om samma klubb vinner båda halvorna går från den divisionen den klubb till slutspel som var näst bäst sett över hela säsongen. I semifinalerna möts de två klubbarna från samma division i ett bäst-av-tre-format och även finalen spelas i detta format.

## Hall of fame

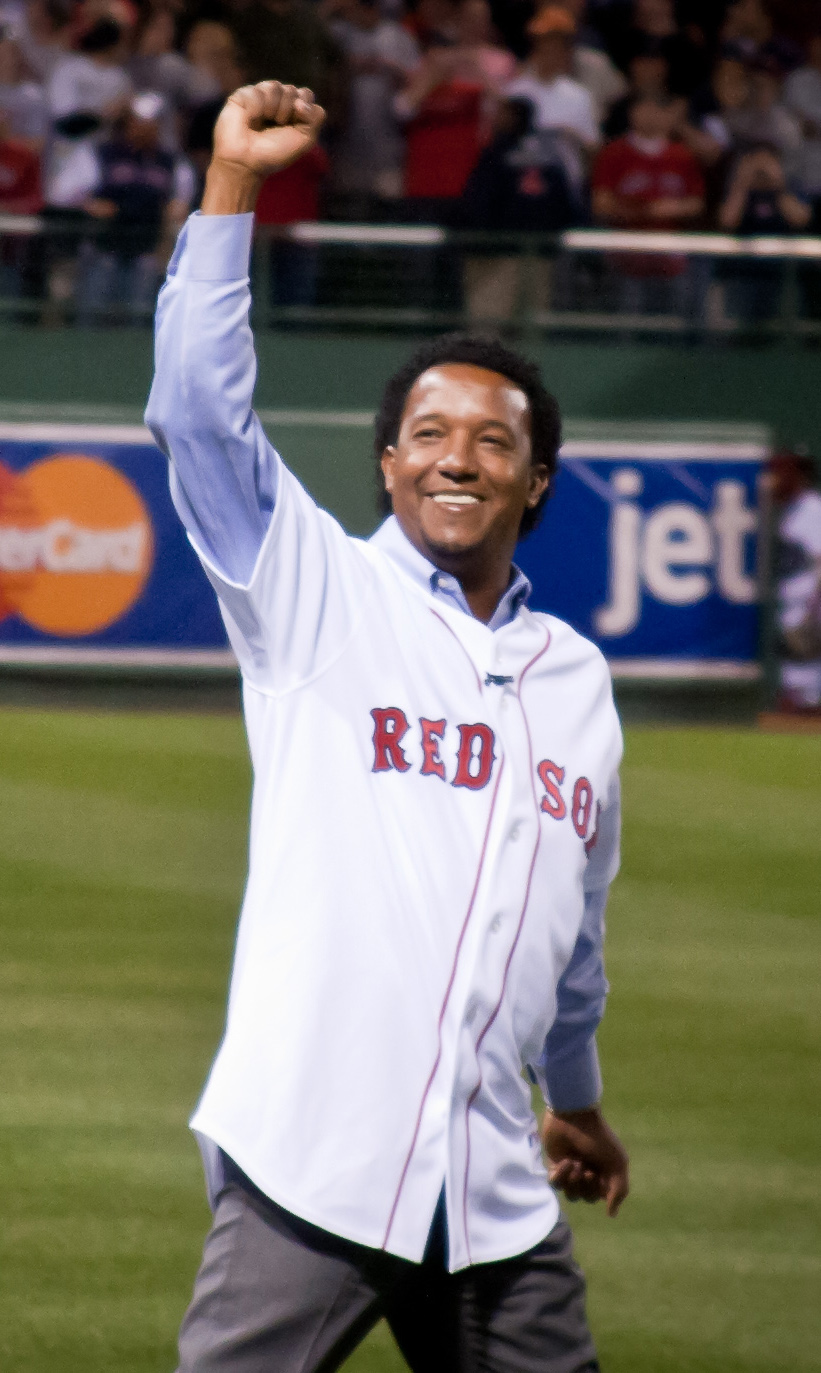
Pedro Martínez valdes in i California Leagues hall of fame 2016.

California League har en egen hall of fame, vars första medlemmar valdes in 2016.
Till och med 2019 har totalt 28 personer valts in i ligans hall of fame. Av dessa har 13 till och med 2022 även valts in i National Baseball Hall of Fame:
- Roberto Alomar
- George Brett
- Don Drysdale
- Rollie Fingers
- Ken Griffey Jr.
- Doug Harvey
- Rickey Henderson
- Reggie Jackson
- Tony La Russa
- Pedro Martínez
- Joe Morgan
- Mike Piazza
- Kirby Puckett